# ペインキラー (アルバム)
『ペインキラー』 (PAINKILLER) は、イギリスのヘヴィメタルバンド、ジューダス・プリーストが1990年に発表した12枚目のオリジナルアルバム、およびそのアルバムの1曲目に収録されている楽曲のタイトルである。オリジナル盤はコロムビア・レコード、日本盤はソニー・ミュージックから発売された。
過去何度もデジタルリマスター盤が発売されているが、リマスター音源はいずれも2001年盤のものを使用している。
ただし2012年には、日本のみで「来日記念2012年リマスタリング音源」が発売されている。

## 解説
- 本作は自他共に「第二のデビュー」といわれ、ジューダス・プリーストの名盤のひとつとされている[3][4]。デビューから前作『RAM IT DOWN』までと、音楽性が大幅に変わったからである。
- 1989年に脱退したデイヴ・ホーランドの代わりに元レーサーXのスコット・トラヴィスを迎えた。アリゾナ州・フェニックスに住んでいるロブ・ハルフォードは、新たなドラマー見つけるべくクラブで若いバンドをチェックし、スコットを見つけたという。その後、技術面だけでなく人間性も見るとして、リハーサルも兼ねてメンバーと共同生活をし、彼を正式に迎えることになった。過去在籍したドラマーにはない、彼のバスドラムテクニックにより、本作以降、バンドの音楽性を現代的なパワーメタルへと変えた。メンバー自身も「LEATHER REBEL」、「METAL MELTDOWN」などの楽曲は彼の登場以前では不可能だったと述べ、「強力な後継者を得た」と評した[3]。
- ドラム以外にも至る所でロブの高音シャウトを多用するなど、ボーカルのスタイルが変化している。ギターも早弾きを多用し、シンセサイザーは以前より目立たなくなっている。
- プロデューサーも『BRITISH STEEL』から前作まで手がけたトム・アロムからクリス・タンガリーディスへと交代している。クリスはセカンド・アルバム『運命の翼』(SAD WINGS OF DESTINY)でアシスタント・エンジニアとして関わっていた。その後『TURBO』ツアーでジューダス・プリーストが1986年12月中に来日公演を行っている際、クリスは丁度ANTHEMの3rdアルバム『BOUND TO BREAK』をプロデュースするために日本に滞在していた。音楽評論家でANTHEMの所属事務所の社長でもあった伊藤政則は長年メンバーに会っていないという彼にバックステージパスを渡し、後日、クリスに話を聞くと「いつかまた仕事をする」という話になっていたという。伊藤自身も再び彼らが仕事をすることに驚いたと、本アルバムのライナーノーツに記している[3]。
- ジューダス・プリースト本人は本作には商業的なヒットを狙っている曲は収めておらず、「PAINKILLER」、「A TOUCH OF EVIL」の両曲で勝負するとした[3]。この2曲はシングル化され、PVも作られている。
- ジャケットは荒廃した都市上空にバイクに乗った人物が現れた画が描かれており、「PAINKILLER」の歌詞の世界観を示している。描かれている人物は「ペインキラー」であり、同曲の歌詞によると彼は機械と合体した人間（サイボーグ）である。彼が乗りこなす、龍の姿を模したバイクは「メタル・モンスター」。2020年に、「PAINKILLER」のリリックビデオが新たに制作され、ペインキラーとメタル・モンスターもアニメーションで登場している。
- 本作リリース後、ロブは自身のソロ活動を巡るバンド内の対立から、1993年にバンドを脱退する（後に『ANGEL OF RETRIBUTION』で復帰）。
- 発売から30年が経った2020年に、キーボーディストのドン・エイリーが、レコーディングで全曲のベースパートを担当していたことを、スコットが暴露した。レコーディング時に、バンドのベーシストであるイアン・ヒルは体調が悪くてセッションに参加出来なかったため、「A TOUCH OF EVIL」でキーボードとして参加していたドンが、ミニモーグでシンセベースを弾くことになった。パートの一部にはイアンのベースもミックスして使用されている。ドンはインタビューで「（ジューダス・プリーストは）それを気にしていたから、アルバムに僕のことをクレジットしなかったと思う。彼らは僕にお金を払った、それはいつも重要だ。でも、最近というか、ここ1ヶ月くらいのことなんだけど…素晴らしいアルバムだよ、『Painkiller』」と述べている[5]。

## 収録曲
1. ペインキラー PAINKILLER
作詞・作曲・編曲：グレン・ティプトン、ロブ・ハルフォード、K. K. ダウニング
収録時間6分6秒
2. ヘル・パトロール　HELL PATROL
作詞・作曲・編曲：グレン・ティプトン、ロブ・ハルフォード、K. K. ダウニング
収録時間3分36秒
3. オール・ガンズ・ブレイジング　All GUNS BLAZING
作詞・作曲・編曲：グレン・ティプトン、ロブ・ハルフォード、K. K. ダウニング
収録時間3分57秒
4. レザー・レベル　LEATHER REBEL
作詞・作曲・編曲：グレン・ティプトン、ロブ・ハルフォード、K. K. ダウニング
収録時間3分34秒
5. メタル・メルトダウン　METAL MELTDOWN
作詞・作曲・編曲：グレン・ティプトン、ロブ・ハルフォード、K. K. ダウニング
収録時間4分50秒
6. ナイト・クローラー　NIGHT CRAWLER
作詞・作曲・編曲：グレン・ティプトン、ロブ・ハルフォード、K. K. ダウニング
収録時間5分44秒
7. ビトウィーン・ザ・ハマー・アンド・ジ・アンヴィル　BETWEEN THE HAMMER & THE ANVIL
作詞・作曲・編曲：グレン・ティプトン、ロブ・ハルフォード、K. K. ダウニング
収録時間4分49秒
次の曲にかぶるようにフェードアウトする。
8. ア・タッチ・オブ・イーヴル　A TOUCH OF EVIL
作詞・作曲・編曲：グレン・ティプトン、ロブ・ハルフォード、K. K. ダウニング、クリス・サンガリーデス
収録時間5分44秒
9. バトル・ヒム　BATTLE HYMN
作曲・編曲：グレン・ティプトン、ロブ・ハルフォード、K. K. ダウニング
収録時間56秒
ギターとシンセサイザーのみで演奏されるインストゥルメンタル。そのまま次の曲へと繋ぐ。
10. ワン・ショット・アット・グローリー　ONE SHOT AT GLORY
作詞・作曲・編曲：グレン・ティプトン、ロブ・ハルフォード、K. K. ダウニング
収録時間6分47秒

LP盤は1~5曲目までがA面(Side One)、6~11曲目がB面(Side Two)となっている。

### リマスター盤ボーナストラック（未発表音源）
1. リビング・バッド・ドリームズ　LIVING BAD DREAMS
作詞・作曲・編曲：グレン・ティプトン、ロブ・ハルフォード
収録時間5分21秒
ジューダス・プリースト本人は何故この曲をリリースしなかったのかは自分達でも謎だったとし、名曲になる運命があった作品と評している[3]。
2. レザー・レベル（ライブ）　LEATHER REBEL (LIVE)
作詞・作曲・編曲：グレン・ティプトン、ロブ・ハルフォード、K. K. ダウニング
収録時間3分40秒

## 演奏メンバー
- ロブ・ハルフォード：ボーカル
- イアン・ヒル：ベース - 前述にある通り、実際は体調不良でレコーディングに参加していない。
- K. K. ダウニング：リードギター
- スコット・トラヴィス：ドラムス
- グレン・ティプトン：リードギター
- ドン・エイリー：キーボード（#8）、シンセベース（クレジット表記無し）